# Schloss Bodenburg

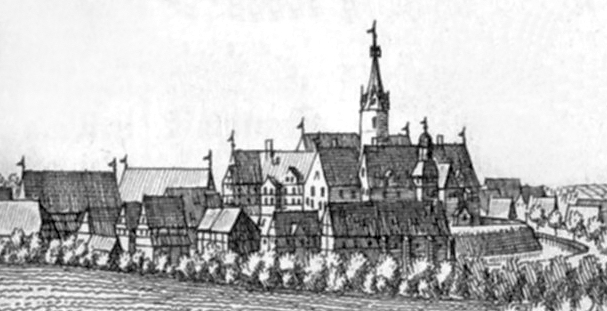
Schloss Bodenburg im Merianstich von 1654

Das Schloss Bodenburg ist ein Schlossbau in Bodenburg, Ortsteil von Bad Salzdetfurth, Landkreis Hildesheim, in Niedersachsen. Er geht auf eine mittelalterliche Wasserburg zurück, die im 16. Jahrhundert zum Schloss umgestaltet wurde.

## Geschichte

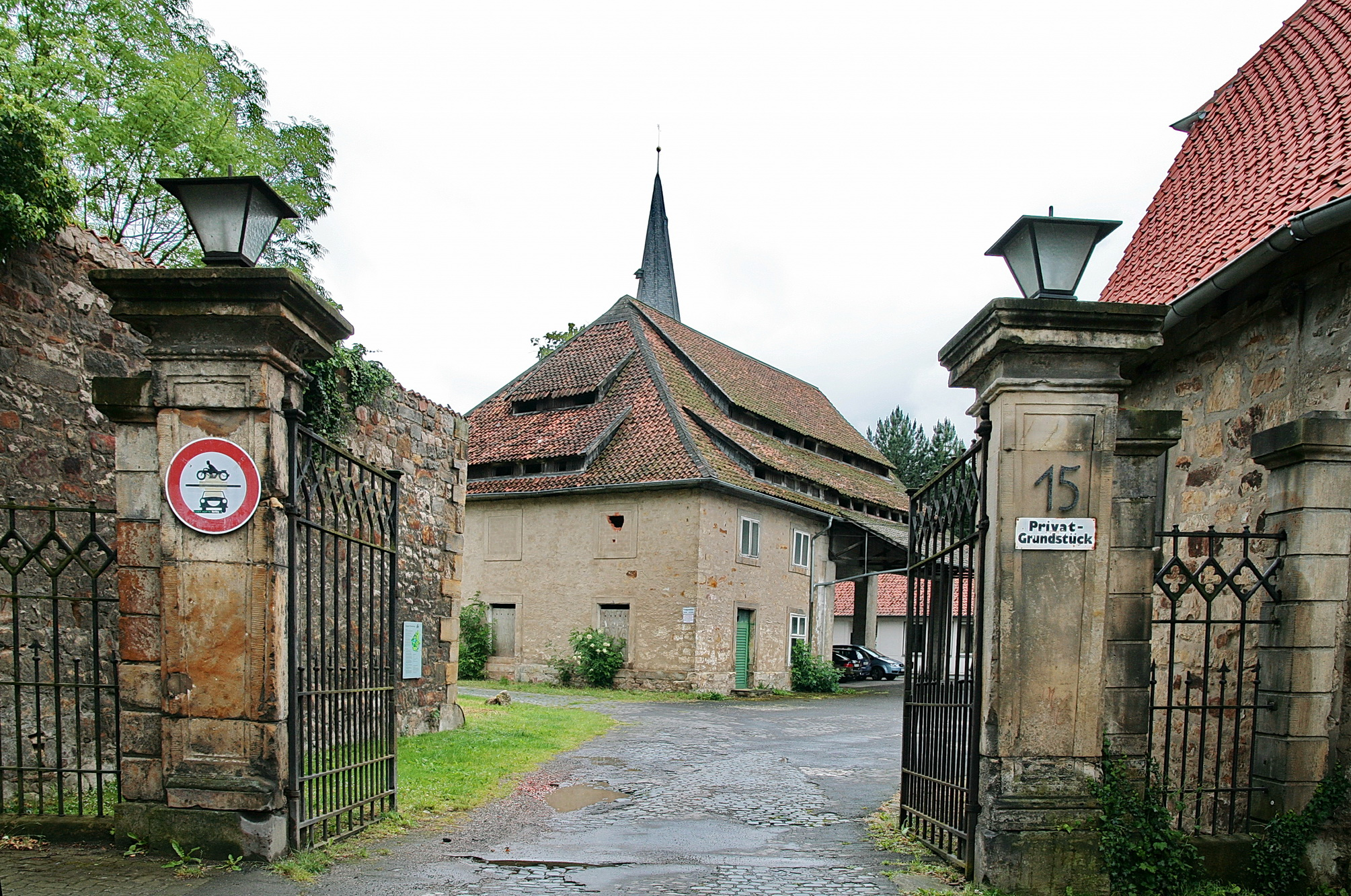
Zufahrt zur ehemaligen Vorburg von Schloss Bodenburg (2009)

Bodenburg wird erstmals 1108 im Zusammenhang mit Meinfried von Bodenburg erwähnt. Er besaß die Burg Bodenburg als Lehen der Grafen von Winzenburg. Nach dem Erlöschen des Geschlechts der Bodenburger Ende des 12. Jahrhunderts wurde ab Anfang des 13. Jahrhunderts ein Ministerialengeschlecht nach der Burg bezeichnet. In der Mitte des 14. Jahrhunderts gab der Bischof von Hildesheim die Burg an die Familie von Steinberg. 1361 wurden die Herzöge von Braunschweig-Lüneburg zum Lehensgeber und Bodenburg war bis 1941 braunschweigische Exklave. Durch die Heirat der letzten Erbtochter der Grafen von Steinberg ging Schloss Bodenburg 1905 auf die Freiherren von Cramm über, die es bis heute bewirtschaften. Das Schloss ist in Privatbesitz und nicht öffentlich zugänglich. Besichtigt werden können die ehemalige Vorburg (mit Wirtschaftsgebäuden und dem Kunstgebäude) sowie der Schlosspark.

## Baubeschreibung
Die ursprüngliche Burg war von einem breiten Wassergraben, einem Wall und einem Trockengraben umgeben. Zugänglich war sie durch eine Zugbrücke mit Torhaus und Tordurchfahrt. Sie verfügte über einen quadratischen Bergfried, der bis heute erhalten ist. Im 16. Jahrhundert wurde die Burg zum Schloss umgebaut. Dabei blieb der unterkellerte Westflügel erhalten und wurde zu einem dreigeschossigen Herrenhaus umgebaut. Das Erscheinungsbild der Schlossanlage zur Zeit der Mitte des 17. Jahrhunderts wird im Merian-Stich dokumentiert. Erhalten hat sich an der Westseite des Schlosses auch ein Teil des Wassergrabens. Erwähnenswert ist der Treppenturm im Stil der Renaissance mit schräg gezogenen Fenstern und einer Welschen Haube. Einige Gebäudeteile wurden im 17. und 18. Jahrhundert hinzugefügt und andere in den 1760er Jahren abgerissen. In den Jahren 1985 und 1986 erfolgte eine größere Instandsetzung der Schlossanlage, von 2010 bis 2012 kam es zu einer Fassaden- und Dachsanierung des Schlosses.

### Schlosspark
Zum Schloss gehört ein Schlosspark, der auf eine von Ernst von Steinberg geschaffene barocke Gartenanlage zurückgeht. In der zweiten Hälfte des 18. Jahrhunderts kam es zu einer Überplanung durch den königlichen Hofbau- und Gartendirektor Karl von Hardenberg und seinem Hofarchitekten Johann Paul Heumann. Um 1830 gestalteten der Leiter des Königlichen Gartenressorts Philipp von Steinberg und der Gartenkünstler Franz Christian Schaumburg den Garten als Englischen Landschaftsgarten, was dem Zeitgeist entsprach. Seltene Gehölze gruppieren sich um einen zentralen Teich, auf dessen Halbinsel historische Grabmalreliefplatten um ein zentrales Denkmal Aufstellung fanden. Im Jahre 2006 wurde der Landschaftspark restauriert.

### Kunstgebäude

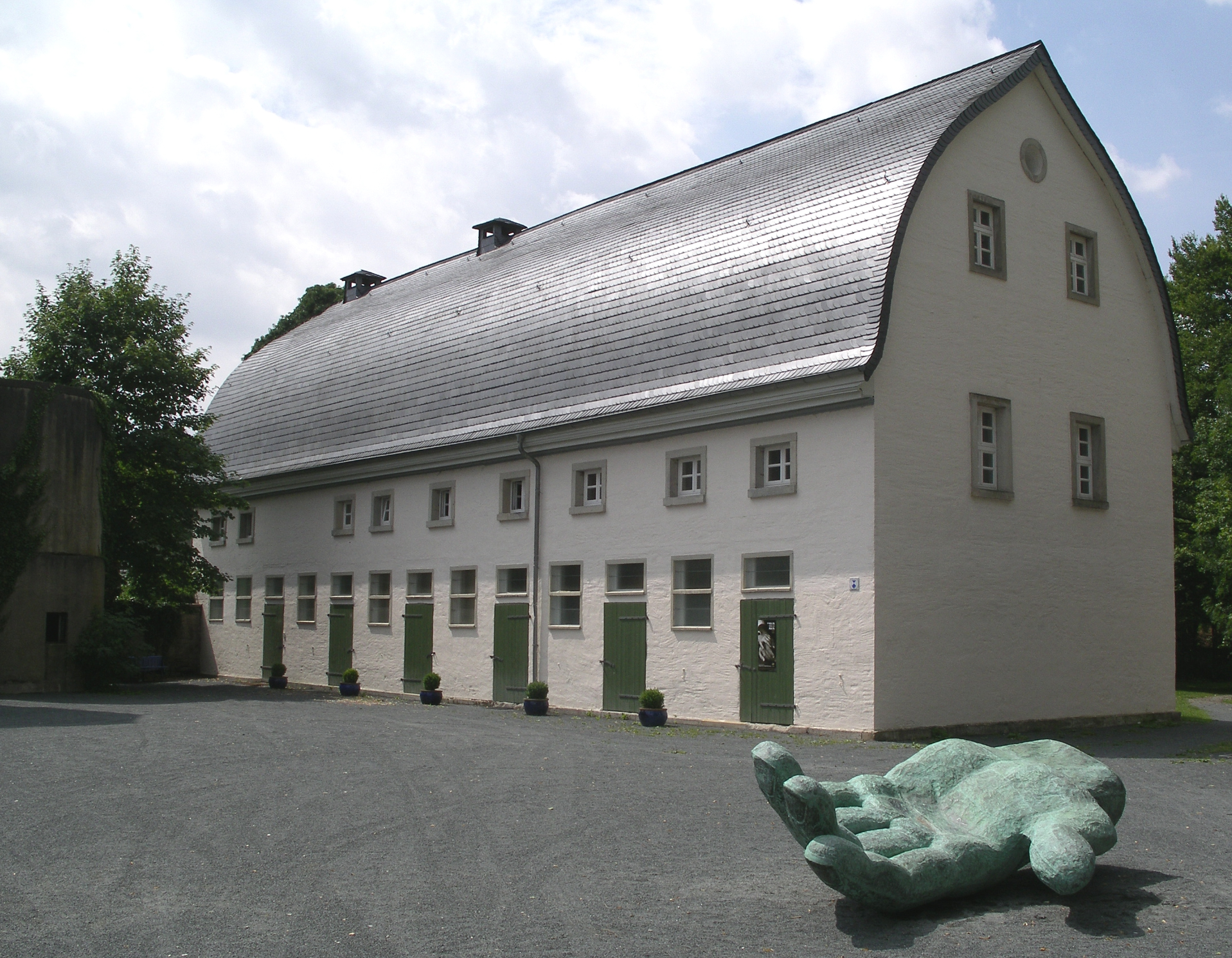
Kunstgebäude

Auf dem Gelände der früheren Vorburg des Schlosses wurde 1857 ein Rinderstall als Wirtschaftsgebäude erbaut, das im Volksmund die Bezeichnung Bullenstall trägt. Ungewöhnlich ist der Bau wegen seines mächtigen Bogendaches, das von dem Hildesheimer Denkmalpfleger Martin Thumm mit dem einprägsamen Begriff Sattelschwingdach versehen wurde. Baukonstruktiv handelt es sich um ein seltenes „Pseudo-Bohlendach“. 1998 wurde das Gebäude als Kunstgebäude auf dem Schlosshof in Bodenburg des Kunstvereins Bad Salzdetfurth eingeweiht.

### Künstleratelier
Gegenüber dem Kunstgebäude steht auf der früheren Vorburg das moderne Künstleratelier mit Cortenstahlfassaden des Bildhauers Hans-Oiseau Kalkmann von 2007; Architekt war der Sohn des Bauherren, Jens Kalkmann.